# Un napoletano nel Far West
Un napoletano nel Far West (Many Rivers to Cross, trad. lett. "Molti fiumi da attraversare") è un film del 1955 diretto da Roy Rowland. Basato sul racconto breve Many Rivers to Cross di Steve Frazee, pubblicato nel maggio 1951 sulla rivista pulp Argosy, il film è una commedia dai toni farseschi.

## Trama
Alla fine del XVIII secolo, il trapper Pelledura Gentry, viene assalito da alcuni Shawnee mentre è a caccia nel Kentucky. Viene salvato da Placida Cacace, una giovane donna che lo porta a casa dai suoi genitori e quattro fratelli per curarlo. Durante la notte, Placida lo conduce in una grotta e gli dichiara la propria intenzione di sposarlo. Pelledura, convinto scapolo, tenta di fuggire di nascosto all’alba, ma viene raggiunto da Placida, che lo riporta indietro puntandogli un’arma e lo rinchiude in un capanno.
Placida racconta poi al suo corteggiatore, il robusto Luca, che Pelledura l’ha insultata. Ne scaturisce una sfida: sotto gli occhi di Placida e dei coloni, Pelledura e Luca si affrontano in un'accesa scazzottata. Nonostante la vittoria di Pelledura, il padre di Placida, Carmine, preferirebbe Luca come genero. La ragazza, però, non si dà per vinta e medita su come riuscire comunque a sposare l’uomo che ha scelto. Il giorno seguente, con l’arrivo del predicatore Ellis incaricato di celebrare matrimoni, Pelledura tenta nuovamente di fuggire, ma viene bloccato dai fratelli di Placida. A causa delle false accuse di costei, viene ritenuto colpevole di averla compromessa e, nonostante protesti la propria innocenza, è costretto a sposarla. Dopo la cerimonia, Pelledura riesce a scappare di nuovo. Placida, però, lo segue e lo aiuta addirittura a evadere dalla prigione, dove era finito per aver colpito un giudice di pace in una locanda. Durante il viaggio, Placida cerca invano di convincerlo a consumare il matrimonio, ma Pelledura la respinge. Quando si imbattono in un gruppo di uomini pronti ad attaccare gli Shawnee, Pelledura decide di unirsi a loro e incarica due uomini di riportare la sposa al villaggio. Determinata a non arrendersi, Placida riesce a liberarsi e riprende la ricerca del marito. I due si ritrovano in un’osteria, dove si confrontano duramente. Ma eventi imprevedibili, tra cui il ritorno della minaccia indiana, costringeranno entrambi a rimettere in discussione i propri sentimenti e le proprie scelte.

## Produzione
Il film fu prodotto dalla Metro-Goldwyn-Mayer.

## Distribuzione
Distribuito dalla Metro-Goldwyn-Mayer, uscì nelle sale cinematografiche USA il 4 febbraio 1955. Venne presentato a New York il 23 febbraio 1955 con il titolo originale Many Rivers to Cross.
Nella versione italiana del film, sono state apportate modifiche sostanziali rispetto all'originale. In particolare, l'origine etnico-geografica dei personaggi è stata modificata: il clan di pionieri scozzesi è stato trasformato in una famiglia di napoletani. Gli originali membri del clan Cherne diventano così una tribù familiare di nome Cacace, doppiati con un marcato accento napoletano. Il protagonista Bushrod Gentry diventa Pelledura Gentry, Mary Stuart Cherne diventa Placida Cacace, suo padre Cadmus Cherne diventa Carmine Cacace, mentre Luke viene rinominato Luca. Anche il titolo del film è stato cambiato da Many Rivers to Cross (traducibile come “Molti fiumi da attraversare”) a Un napoletano nel Far West.. Questo adattamento ha introdotto elementi non coerenti con l’ambientazione storica e geografica del film, come ad esempio il riferimento al Far West – di norma associato alla seconda metà dell’Ottocento – in una vicenda ambientata invece sul finire del Settecento. Anche il nome del villaggio, che nella versione italiana diventa “San Gennaro City”, rappresenta un ulteriore esempio delle modifiche operate rispetto al contesto originale.